# Bodové svařování

Princip bodového svařování.

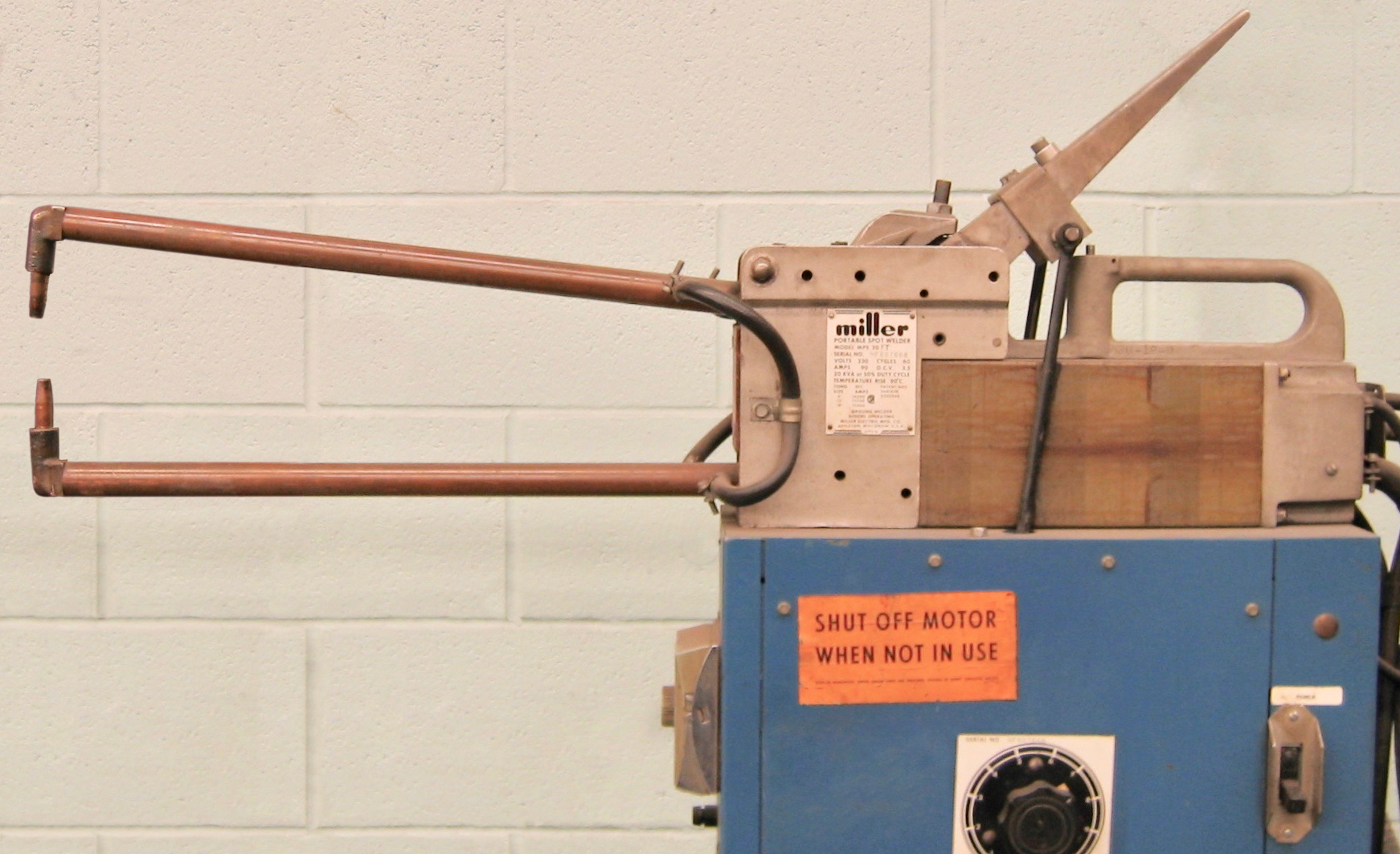
Bodová svářečka.

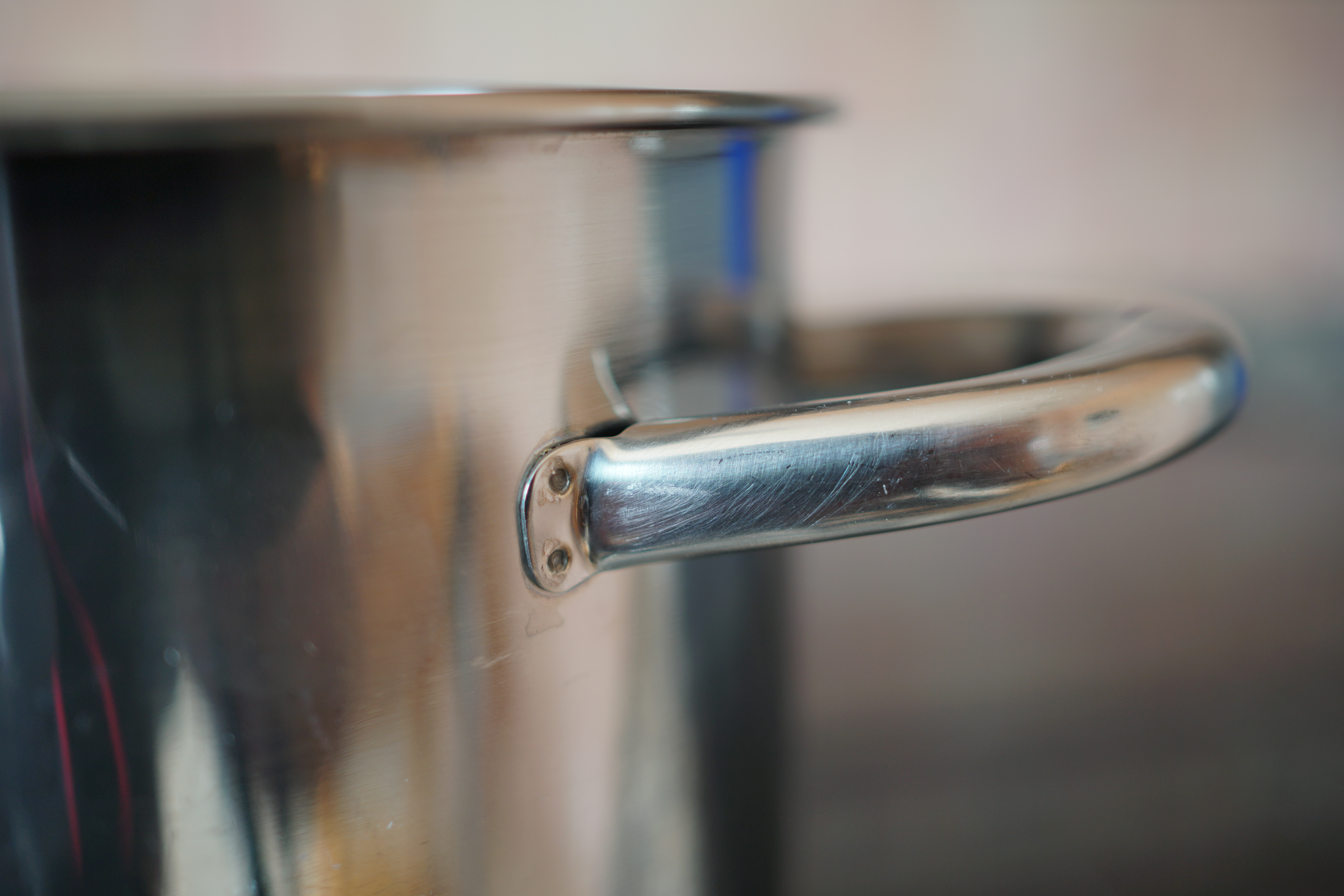
Ucho hrnce přivařené dvěma bodovými svary.

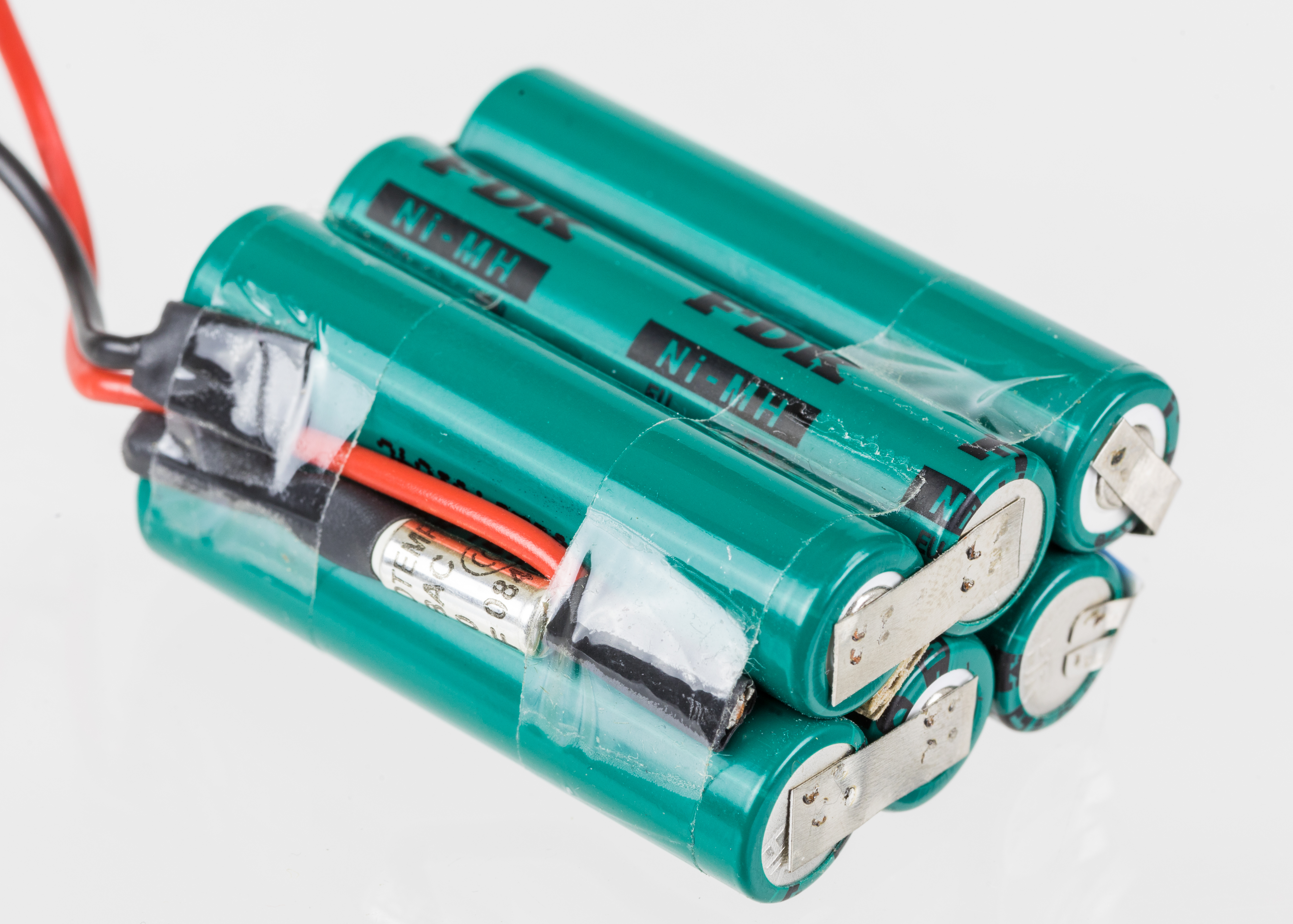
Bodové svary u propojek elektrických článků.

Bodové svařování je druh elektrického odporového svařování. Bodová svářečka má dvě elektrody, kterými k sobě velkou silou přitiskne svařované součástky. Následný proudový impuls ohřeje spoj průchodem elektrického proudu a dojde ke svaru na malé ploše (bodu). Tento způsob svařování se využívá především pro plechy, např. při propojování elektrických článků nebo při svařování automobilových karoserií.